# Lychas
Lychas ist eine Gattung aus der Familie der Buthidae innerhalb der Skorpione. Sie umfasst aktuell 42 Arten.

## Merkmale

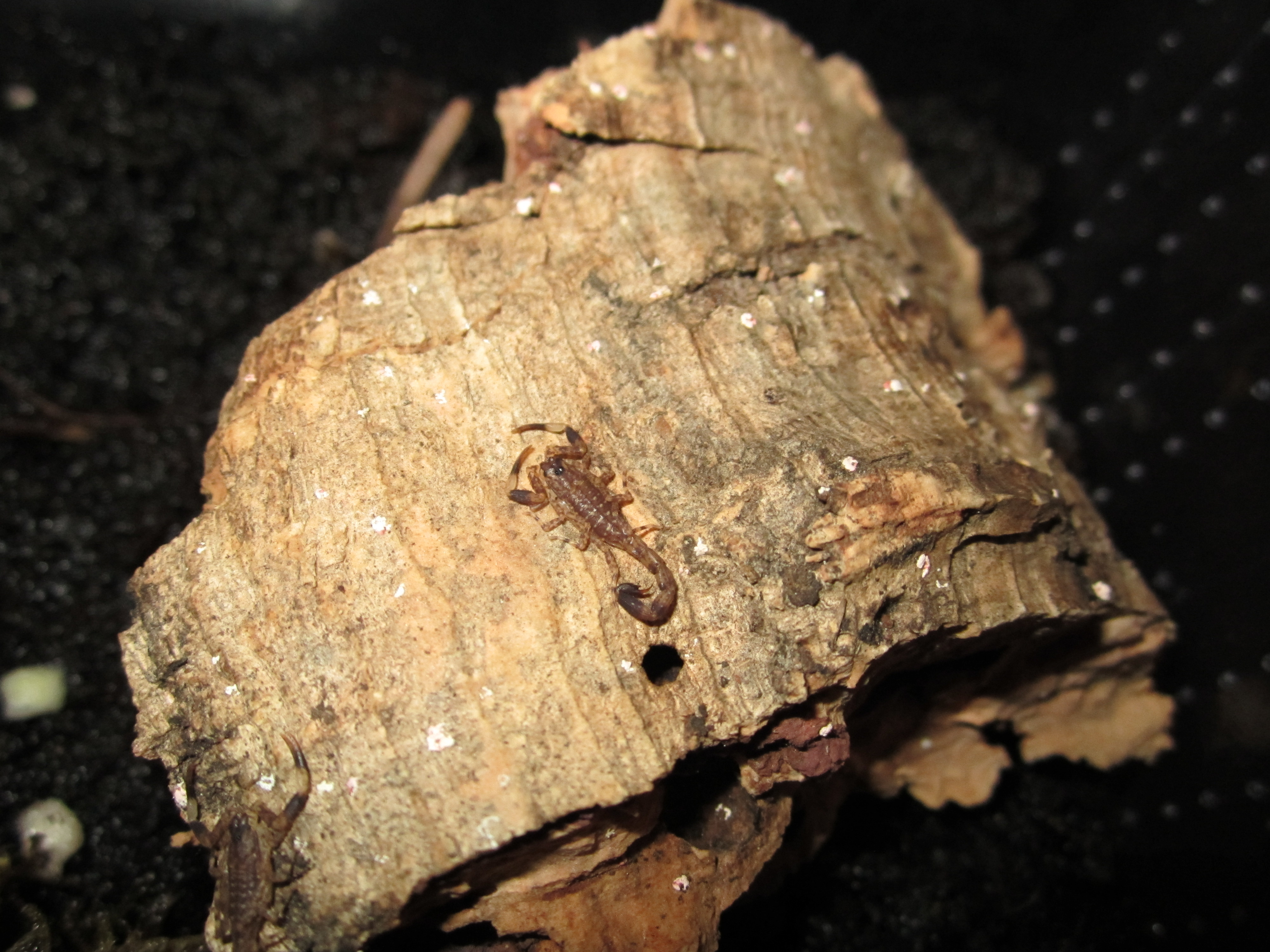
2 Lychas mucronatus auf Kork

Die Gattung wurde anhand von Lychas scutilus von Carl Ludwig Koch im Jahr 1845 aufgestellt – obwohl zwei andere Arten, die heute als Synonyme von Isometrus maculatus gelten, zuerst genannt wurden – und von Kovarik 1997 revidiert.
Lychas lässt sich von den übrigen Gattungen der Familie Buthidae anhand einer Kombination diverser Merkmale unterscheiden. Dazu gehört das Trichobothrien-Muster auf der Tibia des Palpus und gut entwickelte Spornen auf der Tibia der Beine drei und vier. Die Kammorgane haben eine Fulcra („Gelenk“). Der bewegliche Scherenfinger hat sechs Schneidekanten, aus Zähnchen bestehend. Der Carapax ist in Seitenansicht vollkommen horizontal. Das unbewegliche Chelizerenglied hat ein ventrales Zähnchen. Das Telson hat einen Subculearstachel, der nur bei Lychas mjobergi weniger stark ausgeprägt ist. Das fünfte Metasoma-Segment ist gekielt und hat eine entweder glatte oder granulierte, jedoch nie punktierte Oberflächenstruktur. Das Mesosoma hat einen oder seltener drei Kiele. Die ersten beiden Metasoma-Segmente tragen acht oder zehn, das dritte Segment sechs bis zehn Kiele. Die Kammorgane besitzen 8 (L. infuscatus) bis 26 Zähne. Die Färbung der Tiere zeigt meist ein dunkleres Fleckenmuster auf gelbem Grund, die Fleckung kann aber auch fehlen. Die Größe liegt bei ca. 22 bis 87 mm.
Lychas sind schnell wachsende Skorpione. Die Toxizität ist von medizinischer Bedeutung. Für Allergiker und Kinder ist Vorsicht geboten, für einen gesunden Menschen ist ein Stich jedoch nicht gefährlich, aber sehr schmerzhaft.
Skorpione der Gattung Lychas sind beliebte Terrarientiere. Die am häufigsten gezüchtete Art ist Lychas mucronatus.

## Vorkommen und Lebensraum
Die Arten der Gattung Lychas sind überwiegend in Südostasien von China bis Australien beheimatet.
Auch in Südafrika wurden Arten der Gattung Lychas gefunden. Die meisten Vertreter bevorzugen humide Lebensräume, sie leben im Unterholz sowie an Baumrinden.

## Arten
| - Lychas aareyensis Mirza & Sanap, 2010 - Lychas albimanus Henderson, 1919 - Lychas asper (Pocock, 1891) - Lychas biharensis Tikader & Bastawade, 1983 - Lychas braueri (Kraepelin, 1986) - Lychas buchardi Kovarík, 1997 - Lychas burdoi (Simon, 1882) - Lychas ceylonensis Lourenço & Huber, 1999 - Lychas eliseanneae Lourenço, 2011 - Lychas farkasi Kovarik, 1997 - Lychas feae (Thorell, 1889) - Lychas flavimanus (Thorell, 1888) - Lychas gravelyi Henderson, 1913 - Lychas hendersoni (Pocock, 1897) - Lychas heurtaultae Kovarík, 1997 - Lychas hillyardi Kovarík, 1997 - Lychas hosei (Pocock, 1891) - Lychas inexpectatus Lourenço, 2011 - Lychas infuscatus (Pocock, 1891) - Lychas kaimana Lourenço, 2011 - Lychas kamshetensis Tikader & Bastawade, 1983 | - Lychas kharpadi Bastawade, 1986 - Lychas krali Kovarík, 1995 - Lychas laevifrons Pocock, 1897 - Lychas lourençoi Kovarík, 1997 - Lychas marmoreus (C.L. Koch, 1844) - Lychas mjobergi Kraepelin, 1916 - Lychas mucronatus (Fabricius, 1798) - Lychas nigristernis (Pocock, 1899) - Lychas obsti Kraepelin, 1913 - Lychas perfidus (Keyserling, 1885) - Lychas rackae Kovarík, 1997 - Lychas rugosus (Pocock, 1897) - Lychas santoensis Lourenço, 2009 - Lychas scaber (Pocock, 1893) - Lychas scutilus C. L. Koch, 1845 - Lychas serratus (Pocock, 1891) - Lychas shelfordi (Borelli, 1904) - Lychas shoplandi (Oates, 1888) - Lychas srilankensis Lorenco, 1997 - Lychas tricarinatus (Simon, 1884) - Lychas variatus (Thorell, 1876) |

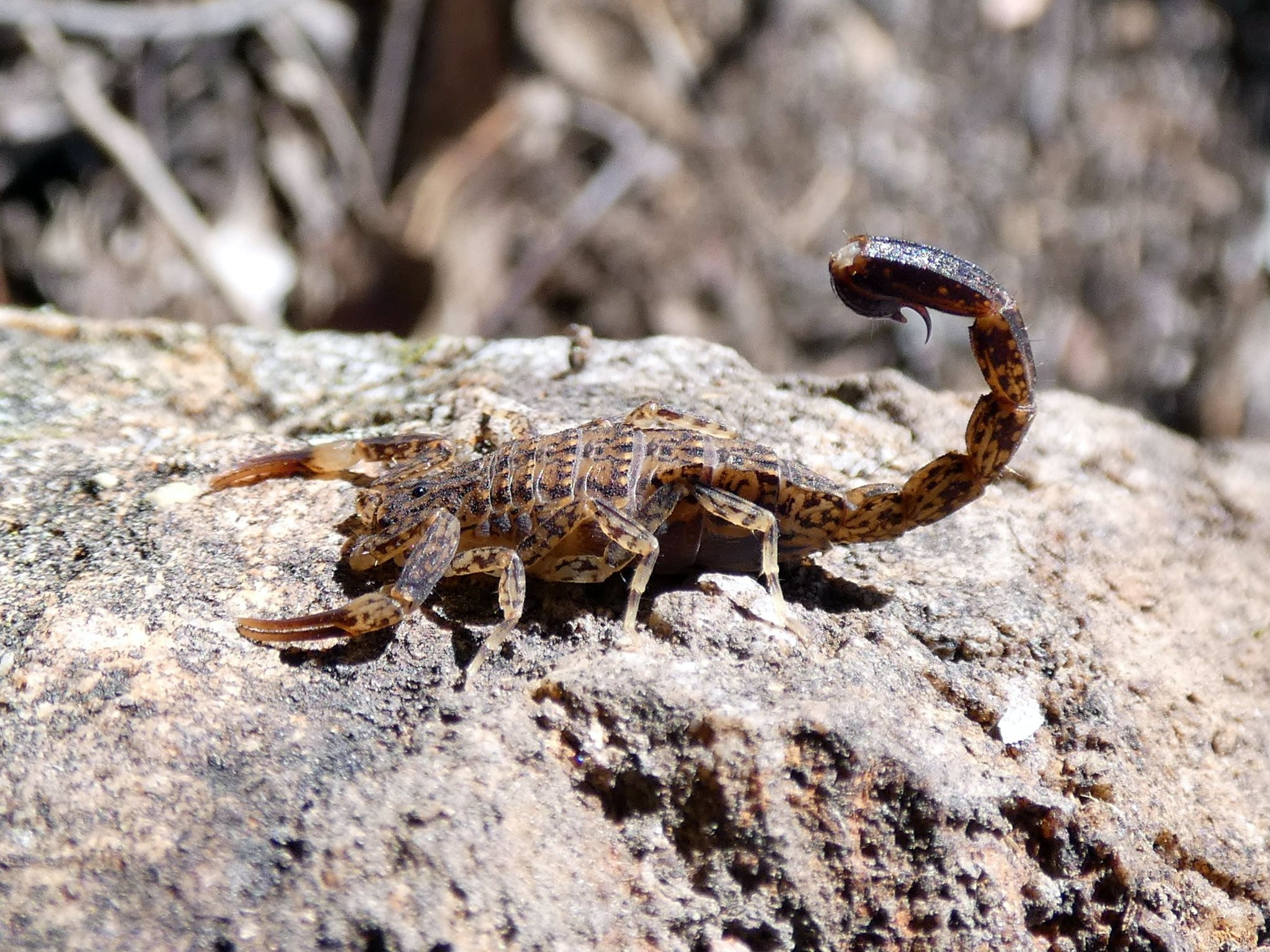
Lychas marmoreus
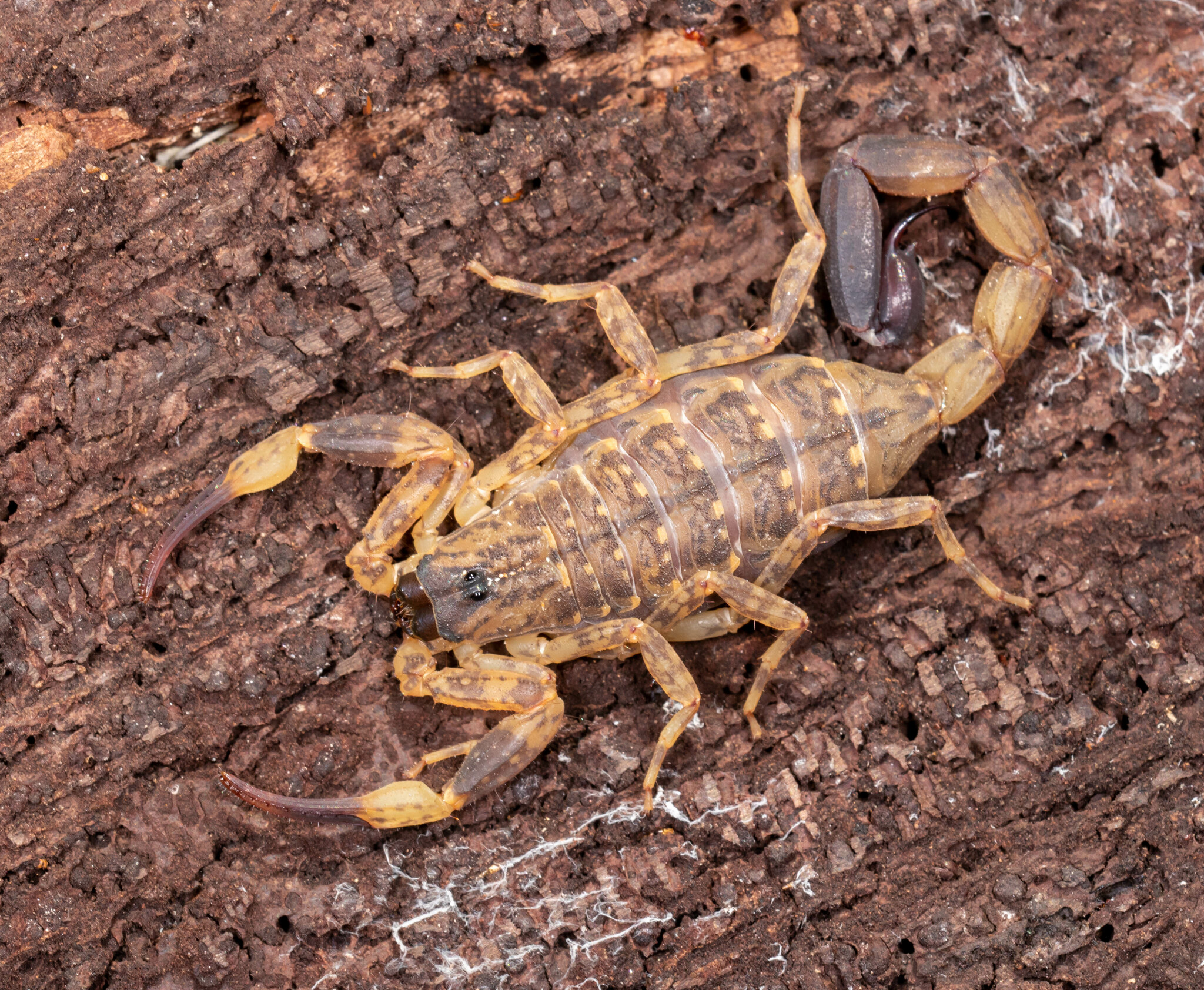
Lychas mucronatus
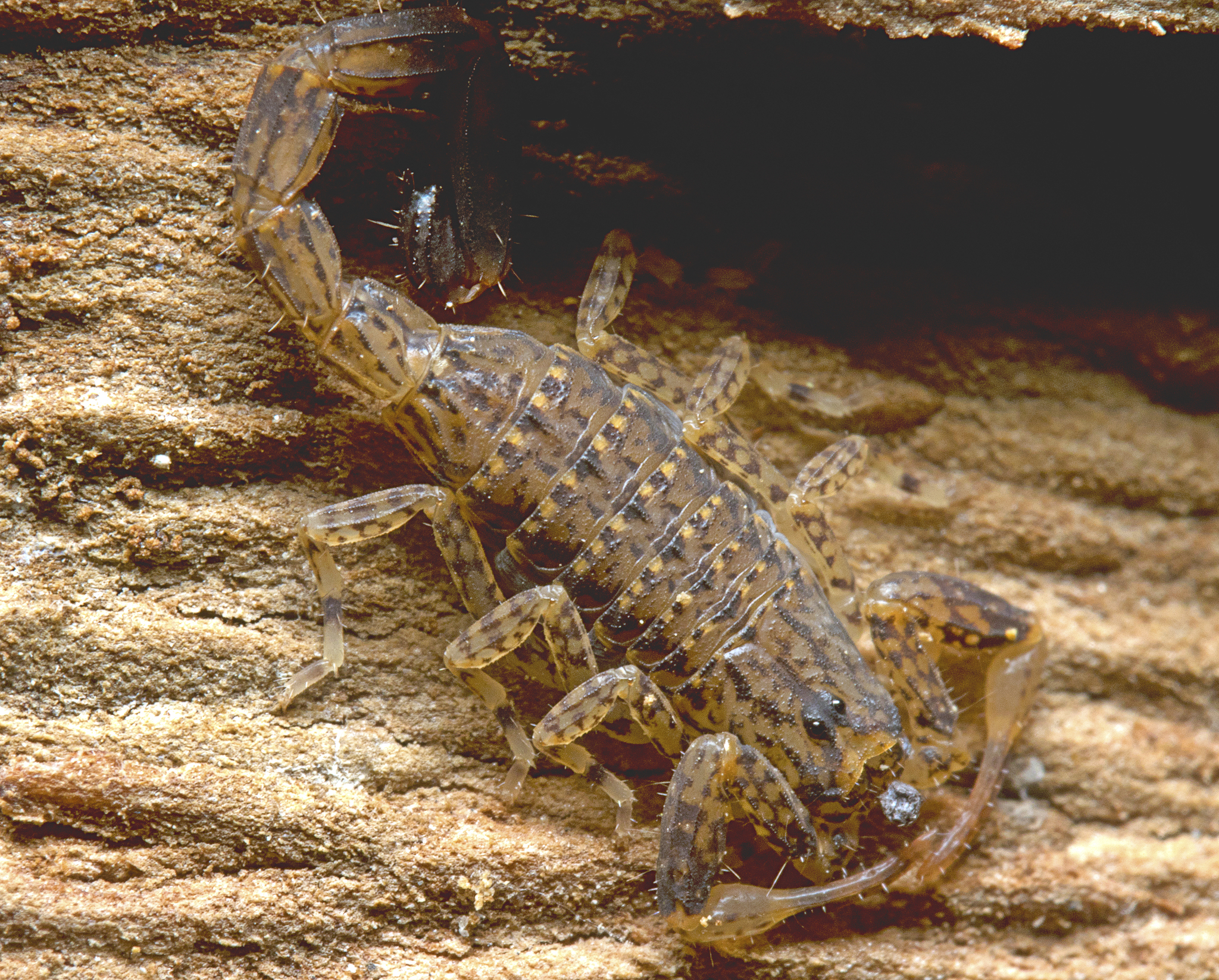
Lychas variatus